# 葉火城
葉火城（1908年—1993年），台灣藝術家、教育家。其畫作常以人物、風景為主，並以厚塗法表現圖畫的肌理與質感，其中以繪畫岩石最為獨到，譽為「岩石之父」。

## 生平
葉火城出生於臺中豐原，於1916年就讀葫蘆墩公學校，後於1922年畢業於豐原公學校，考入台北第二師範學校，1928年畢業。在師範學校時期，跟隨日籍畫家石川欽一郎學習繪畫技巧，1927年，即以水彩作品〈豐原の一角〉入選台灣美術展覽會（台展）第一回。
畢業後，葉火城擔任臺中州霧峰公學校教職員。隔年，調任霧峰女子公學校。於此期間，致力於作畫，以〈廟〉入選台展第四屆、〈午後の果物屋〉入選台展第六屆、〈妹〉入選台展第八屆，後前往日本考察、習畫。回國後，參展六次臺灣總督府美術展覽會（府展），以〈後庭〉、〈植木の薰〉、〈庭〉、〈葡萄棚〉、〈天窗の下〉，分別入選一至六屆府展。
1946年，出任神岡鄉豐洲國校校長，同年加入臺陽美術協會，以〈池影〉、〈c廠長〉獲得臺灣全省美術展覽會（全省美展）最高榮譽獎，同時得到永久免審資格。1950年，轉任富春國校校長，兩年後，調任豐原國校校長，期間擔任台灣省美展教員和學生審查委員，以及第十三屆至第二十七屆全省美展審查委員。1963年於豐原國校退休。
葉火城於1974年與楊三郎、李梅樹等藝術家聯合創立中華民國油畫協會，致力於美術教育與創作。 隔年加入芳蘭美術會，紀念老師石川欽一郎。1976年，台北市省立博物館舉辦葉火城慈善油畫展，同年3月，出版《葉火城油畫選集》。而後幾年，四處出國遊歷寫生、考察。
1979年，回國擔任第三十四屆全省美展評審委員，於阿波羅畫廊舉辦畫展。同年，與李石樵等畫家創立葫蘆墩美術研究會，並時常舉辦寫生與教育活動。1980年至1984年，陸續於全省美展出品〈漁村路〉、〈月世界〉、〈小碼頭〉等作品。1985年，於台中市立大墩文化中心文英館舉辦個展，並出版《葉火城油畫集》。1993年，葉火城病逝於故鄉豐原，享年八十六歲。